# Zamczysko (Beskid Mały)
Zamczysko lub Bielówka (545 m) – szczyt we wschodniej części Beskidu Małego. W państwowym rejestrze nazw geograficznych szczyt ma nazwę Zamczysko, nazwę tę podaje także przewodnik turystyczny „Beskid Mały”. Nazwę Bielówka podaje mapa Compassu i Aleksy Siemionow w „Ziemi Wadowickiej”.
Zamczysko znajduje się w bocznym grzbiecie Magurki Ponikiewskiej, oddzielającym dolinę Tarnawki od doliny Jaszczurówki. Grzbiet ten opada poprzez Makową Górę, Zamczysko, Baśkówkę, Patrię (Jedlicznik) i Tarnawską Górę do doliny Skawy. Północne stoki Zamczyska opadają ku wsi Jaszczurowa, zaś południowe – ku wsi Tarnawa Górna. Szczyt oraz stoki Zamczyska w większości porośnięte są lasem, na grzbiecie po zachodniej stronie szczytu znajduje się jednak duża polana – to dawne pola uprawne.
Nazwę Zamczysko jest ludowego pochodzenia. Ma ona pochodzić od zbudowanego tam w XV wieku od strony Skawy przez Jana Zembrzyckiego dworu obronnego. Głównym zajęciem mieszkańców dworu było huczne ucztowanie i wyśmiewanie się z wieśniaków oraz ich wiary katolickiej. Pewnego dnia, podczas balu, usłyszeli bijące dzwony, wzywające na nabożeństwo. Żeby je zagłuszyć, nakazali kapeli grać jeszcze głośniej, sami zaś zaczęli tupać nogami. W tym momencie zamek runął, grzebiąc mieszkańców.
Zamczysko znajduje się w Tarnawie Górnej w województwie małopolskim, w powiecie suskim, w gminie Zembrzyce. Prowadzą przez niego dwa szlaki turystyczne: żółty i czarny. Żółty wyprowadza z Mucharza od wschodu na grzbiet Zamczyska, czarny prowadzi ze Śleszowic jej grzbietem, omijając sam szczyt Zamczyska po północnej stronie. Obydwa szlaki łączą się po wschodniej stronie szczytu Zamczyska, przy Grocie Papieskiej na osiedlu Gronie.
Szlaki turystyczne
 Mucharz – Jedlicznik – Grota Papieska (Gronie). Czas przejścia: 1:45 h, ↓ 1:30 h
 Śleszowice – Grota Papieska (Gronie) – Bielówka – Makowe Rozstaje (skrzyżowanie z niebieskim szlakiem). Odległość 4,3 km, suma podejść 280 m, czas przejścia 1:25 godz.